# Prefetti della provincia di Taranto
Elenco dei prefetti della provincia di Taranto a partire dal 1923 ad oggi.

## Regno d'Italia
- Giuseppe Siragusa (23 settembre 1923 - 18 gennaio 1925)
- Alberto Giannone (19 gennaio 1925 - 25 maggio 1925)
- Antonio De Biase (26 maggio 1925 - 27 maggio 1926)
- Umberto Albini (28 maggio 1926 - 28 giugno 1928)
- Francesco Benigni (29 giugno 1928 - 30 giugno 1929)
- Enrico Grassi (1 luglio 1929 - 15 settembre 1929)
- Giulio Basile (16 settembre 1929 - 18 aprile 1930)
- Ferdinando Natoli (19 aprile 1930 - 19 gennaio 1934)
- Italo Foschi (20 gennaio 1934 - 30 luglio 1936)
- Giuseppe Ansaldo (1 agosto 1936 - 20 febbraio 1938)
- Marcello Tallarigo (21 febbraio 1938 - 20 agosto 1938)
- Adalberto Mariano (21 agosto 1939 - 6 giugno 1941)
- Francesco Sepe (7 giugno 1941 - 25 aprile 1943)
- Umberto Sciorilli Borrelli (26 aprile 1943 - 7 luglio 1943)
- Ferdinando Flores (11 luglio 1943 - 13 agosto 1943)
- Silvio Innocenti (24 agosto 1943 - 15 settembre 1943)
- Domenico Soprano (27 ottobre 1943 - 26 febbraio 1944)
- Giuseppe Festa (27 febbraio 1944 - 17 febbraio 1946)
- Manlio Binna (18 febbraio 1946 - 9 ottobre 1946)

## Repubblica italiana
- Giuseppe Soldaini (10 ottobre 1946 - 19 maggio 1947)
- Antonio De Pascale (20 maggio 1947 - 29 settembre 1948)
- Girolamo Speciale (11 ottobre 1948 - 9 ottobre 1950)
- Amerigo De Bonis (10 ottobre 1950 - 9 ottobre 1951)
- Aurelio Gaipa (10 ottobre 1951 - 26 ottobre 1955)
- Federico D'Aiuto (29 ottobre 1955 - 10 ottobre 1961)
- Alfredo Correra (19 ottobre 1961 - 9 dicembre 1969)
- Angelo Maria Rizzoli (10 dicembre 1969 - 26 febbraio 1974)
- Pietro Montesani (1 marzo 1974 - 17 maggio 1976)
- Giuseppe Schiavone (18 maggio 1976 - 6 dicembre 1976)
- Orazio Sparano (20 gennaio 1977 - 14 gennaio 1979)
- Antonio Basso (15 gennaio 1979 - 31 agosto 1981)
- Giovanni De Giorgi (1 settembre 1981 - 31 marzo 1986)
- Ignazio Rubino (7 aprile 1986 - 1 ottobre 1989)
- Egidio Cellie (2 ottobre 1989 - 8 settembre 1991)
- Gaetano Spirito (9 settembre 1991 - 12 settembre 1993)
- Alfonso Noce (13 settembre 1993 - 14 maggio 1997)
- Mario Licciardello (15 maggio 1997 - 15 ottobre 2000)
- Gennaro Monaco (16 ottobre 2000 - 1 novembre 2001)
- Giancarlo Ingrao (3 dicembre 2001 - 31 agosto 2005)
- Francesco Alecci (16 gennaio 2006 - 5 agosto 2007)
- Alfonso Pironti (6 agosto 2007 - 11 gennaio 2010)
- Carmela Pagano (12 gennaio 2010 - 9 gennaio 2012)
- Claudio Sammartino (10 gennaio 2012 - 29 dicembre 2013)
- Umberto Guidato (30 dicembre 2013 - 12 febbraio 2017)
- Donato Giovanni Cafagna (13 febbraio 2017 - 22 marzo 2019)
- Antonia Bellomo (1º aprile 2019 - 6 gennaio 2020)
- Demetrio Martino (7 gennaio 2020 - 1 ottobre 2023)
- Paola Dessì (dal 2 ottobre 2023 - in carica)